# Слобідка (річка)
Слобідка — річка в Україні, у Чортківському районі Тернопільської області, права притока Збруча (басейн Дністра).

## Опис
Довжина річки 17 км, похил річки — 4,5 м/км. Площа басейну 92,8 км2.

## Розташування
Бере початок на північно-східній стороні від села Жабинці. Тече переважно на південний схід через село Товстеньке, село Сидорів і впадає у річку Збруч, ліву притоку Дністра.
Ліві притоки: Суходіл, Зелений струмок.
Річку перетинає автомобільна дорога Т 2002